# Deltocephalus balli
Deltocephalus balli är en insektsart som beskrevs av Van Duzee 1916. Deltocephalus balli ingår i släktet Deltocephalus och familjen dvärgstritar. Inga underarter finns listade i Catalogue of Life.